# NGC 1048A
NGC 1048A is een balkspiraalstelsel in het sterrenbeeld Walvis.

## Synoniemen
- PGC 10137
- MCG -2-7-58